# Lake Wilson
Lake Wilson è un comune degli Stati Uniti d'America, situato nello Stato del Minnesota, nella contea di Murray.